# Keti Tenenblat
Keti Tenenblat (Esmirna, Turquia, 27 de novembro de 1944) é uma matemática turca-brasileira, que trabalha em geometria riemaniana, aplicações de geometria diferencial a equações diferenciais parciais, e geometria de Finsler.
Obteve um doutorado no Instituto Nacional de Matemática Pura e Aplicada (IMPA) em 1972, orientada por Manfredo do Carmo.
É recipiente da Ordem Nacional do Mérito Científico em matemática (2018), professora emérita na Universidade de Brasília, e foi presidente da Sociedade Brasileira de Matemática em 1989–1991.
É autora dos livros Introdução à geometria diferencial (1988) e Transformações de superfícies e aplicações (1981).

## Publicações selecionadas
- Tenenblat, Keti; Terng, Chuu Lian (1980), «Bäcklund's theorem for n-dimensional submanifolds of R2n − 1», Annals of Mathematics, Second Series, 111 (3): 477–490, MR 577133, doi:10.2307/1971105
- Chern, S. S.; Tenenblat, K. (1986), «Pseudospherical surfaces and evolution equations», Studies in Applied Mathematics, 74 (1): 55–83, MR 827492
- Kamran, Niky; Tenenblat, Keti (1996), «Laplace transformation in higher dimensions», Duke Mathematical Journal, 84 (1): 237–266, MR 1394755, doi:10.1215/S0012-7094-96-08409-4